# Stephanopis monulfi
Stephanopis monulfi là một loài nhện trong họ Thomisidae.
Loài này thuộc chi Stephanopis. Stephanopis monulfi được Pater Chrysanthus miêu tả năm 1964.